# Spodnje Slemene
Spodnje Slemene – wieś w Słowenii, w gminie Šentjur. W 2018 roku liczyła 19 mieszkańców.